# Estelas fronterizas de Ajenatón
Las Estelas fronterizas de Ajenatón en el enclave de Amarna fueron construidas entre los años 5 y 8 del reinado de Ajenatón.

## Denominaciones

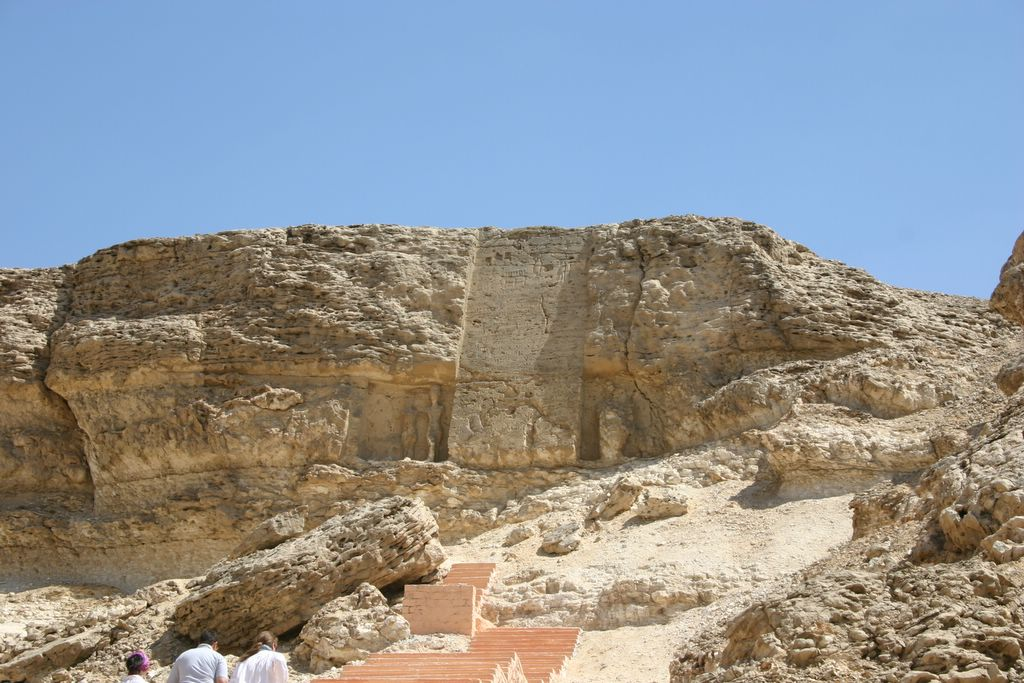
Estela "U", tallada en la roca.

En la zona se han encontrado quince estelas que han sido etiquetadas, cada una, con una letra. Tres de ellas se encuentran en el lado occidental del Nilo, denominadas A, B y F. La estela "A" es la más septentrional y se encuentra en Tuna el-Yebel. Las otras doce se encuentran en el lado oriental del Nilo y están representadas por la letra J, K, L, M, N, P, Q, R, S, U, V, X. La más lejana, la "X", está cerca de las tumbas de el-Sheij Said. Este sistema de denominación sistemática de las estelas fue creado por el egiptólogo inglés Flinders Petrie y todavía es utilizado hoy día.

## Arqueología
Claude Sicard, sacerdote jesuita, fue el primero que descubrió el sitio en 1714, pero el trabajo que realizó fue mínimo. Se tiene que esperar a principios y mediados del siglo XIX para que haya un trabajo más efectivo por parte de Joseph Bonomi, John Gardner Wilkinson y otros. Karl Lepsius también realizó determinados trabajos en el sitio gracias al financiamiento del gobierno de Prusia. Petrie más tarde clasificó las estelas. Sin embargo, los que más contribuyeron al conocimiento del sitio fueron Norman de Garis Davis y William J. Murnane.

## Estelas

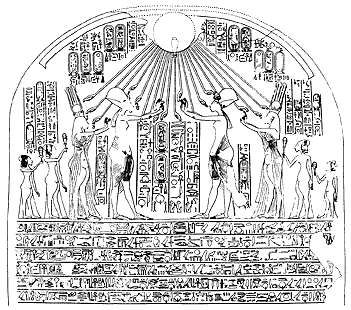
Estela "S" donde se representa la adoración a Atón.

Ajenatón construyó la ciudad de Ajetatón para la deidad solar Atón. También decidió hacer de esta ciudad su capital religiosa y política. Las estelas que planificó y construyó alrededor del perímetro de la ciudad explican por qué la ciudad fue construida, en honor de Atón, y se describe igualmente el proyectado  diseño de la ciudad. Además, algunas tienen representaciones de Ajenatón y su real familia adorando a Atón.
Lamentablemente, muchas de las estelas excavadas en la roca que marcaban los límites fronterizos de Ajetatón se encuentran actualmente en un estado lamentable. Esto es debido a una serie de sucesos, incluyendo la natural erosión, el tipo de roca en que fueron construidas y el daño humano. Incluso, la estela "P" fue volada en 1906. Sin embargo, todavía pueden observarse muchas estelas en aceptables condiciones. La edificación de la ciudad y la transición que Ajenatón hizo a la nueva religión afectó al estado de Egipto. Muchos de los antiguos templos fueron cerrados y aunque la gente todavía adoraba a los antiguos dioses, no se podían visitar los templos y participar en las ceremonias asociadas a esos dioses.

### Daños
La estela "P" fue dinamitada alrededor de 1906 pues se pensaba que sería una puerta hacia una supuesta cámara del tesoro. La estela "R" fue arrancada en fecha indefinida y los restos serían comprados por el Museo del Louvre en 1940. La estela "S" en 1984, fue muy dañada ante los intentos de ladrones de cortarla en piezas hasta que en 2004 fue dinamitada y destruida totalmente.